# ویلهلم ریتر فون لیب
ویلهلم یوزف فرانتس ریتر فون لیب (به آلمانی: Wilhelm Ritter von Leeb) (۵ سپتامبر ۱۸۷۶–۲۹ آوریل ۱۹۵۶) نظامی بلندپایه و فیلدمارشال آلمانی در دوره رایش سوم بود که فرماندهی چند یگان عمده را در جریان جنگ جهانی دوم بر عهده داشت.

## سال‌های اولیه
ویلهلم فون لیب روز ۵ سپتامبر سال ۱۸۷۶ در لاندسبرگ آم لش در بایرن در یک خاندان با سابقه بلند نظامی‌گری زاده شد. سال ۱۸۹۵ به عنوان افسر دانشجو در هنگ ۴ توپخانه صحرایی در آوکسبورک به ارتش بایرن ملحق شد. روز ۳ مارس سال ۱۸۹۷ به زمره افسران درآمد. سال ۱۹۰۰ داوطلبانه در سرکوب شورش مشتزن‌ها در چین مشارکت کرد و فرمانده یک دسته بود. پس از بازگشت به دانشکده جنگ بایرن در مونشن رفت و سال ۱۹۰۹ فارغ‌التحصیل شد. به ستاد کل بایرن و مدتی بعد به ستاد کل کبیر پیوست. سپس فرمانده یک آتشبار در هنگ ۱۰ توپخانه در ارلانگن شد. لیب هنگام آغاز جنگ جهانی اول در سال ۱۹۱۴ با درجه سروان افسر ارشد تدارکات سپاه ۱ بایرن در مونشن بود. دو سال نخست جنگ عموماً در جایگاه افسر عملیات لشکر یازدهم پیاده‌نظام در جبهه غربی قرار داشت. لشکر او سال ۱۹۱۶ به جبهه شرقی منتقل شد. لیب در عملیات‌های نواحی گالیسیا و صربستان به جهت نشان دادن شهامت استثنایی نشان نظامی ماکس یوزف، عالی‌ترین نشان نظامی پادشاهی بایرن، را دریافت کرد. علاوه بر این ضمن ترفیع به درجه سرگرد، مقام غیر موروثی شوالیگی را از لودویگ سوم، پادشاه بایرن دریافت کرد تا به جایگاه نجیب‌زادگی در بایرن برسد و عنوان ریتر به نام او اضافه شود. در ادامه در تسخیر رومانی حضور داشت. ماه مه سال ۱۹۱۷ به جبهه غربی بازگشت و افسر ارشد تدارکات ستاد روپرشت، ولیعهد بایرن شد. تا پایان جنگ همان‌جا بود.

## رایشسور
گفته می‌شود سال ۱۹۱۹ مختصراً در فرای‌کور عضویت داشت. ماه اکتبر سال ۱۹۱۹ رئیس یک بخش در وزارت دفاع در برلین بود. به خدمت در رایشسور صد هزار نفری پذیرفته شد. سال ۱۹۲۰ به درجه سرهنگ دوم ترفیع گرفت و سال ۱۹۲۱ رئیس ستاد منطقه نظامی شماره ۲ در اشتتین شد. سال ۱۹۲۳ در سرکوب کودتای مونشن حضور داشت. سال ۱۹۲۲ به عنوان رئیس ستاد منطقه نظامی شماره ۷ به مونشن بازگشت. سال ۱۹۲۴ فرمانده گردان ۲ در هنگ توپخانه کوهستان در لاندسبرگ بود. ماه فوریه سال ۱۹۲۵ به درجه سرهنگ ترفیع گرفت. سال ۱۹۲۶ فرمانده هنگ ۷ توپخانه در نورنبرگ شد. لیب دو سال بعد فرمانده توپخانه منطقه نظامی شماره ۵ در اشتوتگارت و یکی از دو نایب فرمانده لشکر پنجم پیاده‌نظام شد. سال ۱۹۲۹ به درجه سرتیپ ترفیع و همین جایگاه‌ها را در منطقه نظامی شماره ۷ بر عهده گرفت. روز ۱ دسامبر همین سال به عنوان فرمانده لشکر هفتم پیاده‌نظام به درجه سرلشکر رسید. سال ۱۹۳۰ فرمانده منطقه نظامی شماره ۷ شد.

## ورماخت
لیب هنگام به قدرت رسیدن آدولف هیتلر جزو ژنرال‌های ارشد به حساب می‌آمد. او در بازسازی نیروی زمینی آلمان در اوایل دهه ۱۹۳۰ نقش قابل ملاحظه‌ای داشت. در این دوران پیشرفت خوبی حاصل کرد. اواخر سال ۱۹۳۳ به عنوان فرمانده گروه ارتش ۲ در کاسل برگزیده شد و روز ۱ ژانویه سال ۱۹۳۴ به درجه سپهبد (ژنرال توپخانه) ترفیع گرفت. لیب اواسط دهه ۱۹۳۵ کتاب خود با عنوان دفاع را منتشر کرد. باز نشر این کتاب توسط وزارت جنگ آلمان او را به عنوان یک نظریه‌پرداز نظامی در سطح بین‌المللی مطرح ساخت. این اثر به انگلیسی و روسی ترجمه و حتی در شوروی وارد دوره‌های آموزشی شد.
در این حال لیب یکی از منتقدان آشکارای حاکمیت رایش سوم بود. با عقاید راسخ کاتولیک با یونیفرم نظامی به کلیسا می‌رفت که مورد پسند اصول حزب ناسیونال سوسیالیست نبود. در یک مورد، لیب از رفتن به ضیافت شام آلفرد روزنبرگ، از اعضای ارشد حزب که او را یک ضدمسیحی می‌دید، اجتناب کرد. به هر حال او هیچ نسبتی با جنبش مخالفان هیتلر نداشت و در توطئه‌چینی‌ها علیه او مشارکت نمی‌کرد. با این وجود در مورد ظن حاکمان بود. بدین شکل، در پی مسئله بلومبرگ-فریچ، لیب به عنوان یکی از نخستین افراد، روز ۱ مارس سال ۱۹۳۸، با درجه افتخاری ارتشبد، اجباراً بازنشسته شد. او همچنین فرمانده افتخاری هنگ ۷ توپخانه نام گرفت. با این حال با بروز احتمال جنگ در پی بحران سودتنلند، تنها پنج ماه بعد، ورماخت ماه اوت همان سال مجدداً لیب به خدمت فراخواند و به عنوان فرمانده ارتش دوازدهم برگزید. در پی کنفرانس مونشن، نیروهای او ماه اوت وارد جنوب بوهم شدند. لیب مدت کوتاهی بعد دوباره مرخص شد و به خانه خود در بایرن رفت. به هر طریق، سال بعد، با پدیداری مجدد سایه جنگ، یک بار دیگر به خدمت فعال بازگشت.

### جنگ جهانی دوم

#### جبهه غربی
جنگ تصنعی
در پی آغاز جنگ جهانی دوم در ماه سپامبر سال ۱۹۳۹، در طول کارزار لهستان، لیب فرماندهی گروه ارتش سی را که از گروه ارتش ۲ شکل گرفته بود، با مأموریت دفاع از مرزهای غربی بر عهده داشت. یگان او متشکل از سه ارتش یکم، پنجم و هفتم و گروه آ با مجموعاً ۵۱ لشکر بود که عموماً آرایش‌هایی با نیروهای مسن‌تر یا ذخیره داشتند. هیچ یگان موتوریزه و زرهی شامل آن نمی‌شد. از این رو اگر فرانسوی‌ها در جریان جنگ تصنعی تهاجم گسترده‌ای اجرا می‌کردند احتمالا لیب با مشکل بزرگی موجه می‌شد. البته لیب، همانند هیتلر، چنین کاری از طرف متفقین را نامتحمل می‌دید. این پیش‌بینی درست از آب درآمد و فرانسوی‌ها از روز ۹ سپتامبر دست به تنها یک حمله محدود در ناحیه زار زدند. این تهاجم پس از صرفاً ۲۵ کیلومتر پیشروی متوقف شد و لیب تمامی این مقدار را با دادن کمتر از دو هزار نفر تلفات، تا روز ۲۴ اکتبر پس گرفت.
نبرد فرانسه

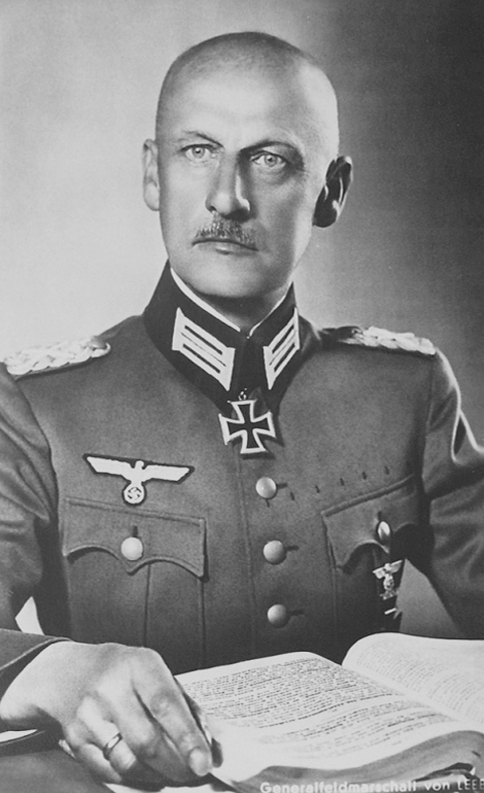
۱۹۴۰

لیب مخالف تهاجم به فرانسه بود. مرگ ستوان دوم آلفرد فون لیب، پسر او، در قالب هنگ ۹۹ پیاده‌نظام کوهستان در نبرد ناحیه لووف بر این نظر عقیده تأثیر داشت. لیب با نوشتن یک یادداشت در پاییز سال ۱۹۳۹ حمله به کشورهای سفلی و نقض بی‌طرفی بلژیک برای دومین بار در طی ۲۵ سال گذشته را موجب برانگیخته شدن دشمنی تمامی جهان با آلمان دانست. او از ارتشبد والتر فون براوخیچ، فرمانده کل نیروی زمینی خواست در مقابل این تصمیم بایستد اما به نتیجه‌ای نرسید. لیب در دیدار روز ۹ نوامبر با گرت فون روندشتت و فدر فون بک، فرماندهان دو گروه ارتش دیگر آلمان، در کوبلنتس، سعی کرد آن‌ها را ترغیب کند اگر فرماندهی عالی بر تهاجم به غرب اصرار بورزد هر سه از مقام خود استعفا دهند. با این وجود این دو تن نظر موافقی با او نداشتند و لیب با سرخوردگی به قرارگاه خود بازگشت.
هنگام آغاز نبرد فرانسه از روز ۱۰ مه سال ۱۹۴۰، گروه ارتش سی این بار تنها ۱۷ لشکر پیاده‌نظام در قالب ارتش‌های یکم و هفتم، در اختیار داشت. لیب در یک مأموریت ثانویه می‌بایست به‌شکل ایذایی خط دفاعی ماژینو را هدف می‌گرفت تا فرانسوی‌ها نیروی خود را به اراضی مهم‌تر شمالی منتقل نکنند. این مأموریت با موفقیت اجرا شد و در پی پایان کارزار لیب روز ۱۹ ژوئیه سال ۱۹۴۰ به درجه فیلدمارشال نائل آمد.
پس از مدت کوتاهی استقرار در جنوب فرانسه، قرارگاه گروه ارتش سی ماه اکتبر سال ۱۹۴۰ به درسدن منتقل شد تا آماده تهاجم به شوروی شود. لیب این بار هم اعتراض خود را به‌صورت بی‌نتیجه‌ای نسبت به این کارزار جدید ابراز داشت. گروه ارتش سی برای عملیات بارباروسا به گروه ارتش شمال تغییر عنوان داد.

#### شوروی
لیب در جریان عملیات بارباروسا فرماندهی گروه ارتش شمال را بر عهده داشت. نیروهای تحت امر او متشکل از دو ارتش میدانی شانزدهم و هشتم و یک گروه زرهی ۴، تهاجم خود را به منطقه بالتیک از روز ۲۲ ژوئن سال ۱۹۴۱ آغاز کردند و در ابتدا با سرعت زیادی پیش رفتند. با این حال اراضی دشوار و راه‌های بد مشکل جدی برای لیب ایجاد می‌کرد. او برای رسیدن به هدف خود محاصره نیروهای دشمن در منطقه بالتیک و تصرف لنینگراد تنها ۲۶ لشکر داشت که فقط شامل سه لشکر موتوریزه و سه لشکر زرهی می‌شد؛ درحالی‌که حدود ۵۰ لشکر دشمن در خط مقدم و در جایگاه ذخیره در مقابل بودند. علاوه بر این، لیب به عنوان متخصص رزم دفاعی، آموزش هدایت آرایش‌های بزرگ متحرک را ندیده بود. این نخستین بار در طول خدمت او بود که لشکرهای زرهی را فرماندهی می‌کرد. سبک فرماندهی او سنتی و بسیار محتاطانه بود. بدین شکل به زودی اصطکاک بین لیب و فرماندهان ارشد نیروهای زرهی پدید آمد. لیب از پیشروی سریع این نیروها و ایجاد شکاف بدون پوشش بین آن‌ها و قوای پیاده‌نظام پشت سر نگران بود؛ درحالی‌که فرماندهان یگان‌های زرهی از جمله ارتشبد اریش هوپنر، فرمانده گروه زرهی ۴، بر طبق تاکتیک‌های رزمی خود، لیب را بسیار کند می‌دیدند. با رسیدن تانک‌های گروه ارتش به رود دوینا، لیب، با وجود اعتراض فرماندهان خود، روز ۱ ژوئیه دستور به توقف حدود یک هفته‌ای آن‌ها در دونابورگ برای رسیدن پیاده‌نظام داد. بر خلاف نظر هوپنر مبنی بر پیشروی سرنیزه زرهی در خط مقدمی کم‌عرض به طرف لنینگراد، لیب تا روز ۷ ژوئیه تهاجم را در خط مقدمی گسترده ادامه داد. با این حال، با ملاقات فیلدمارشال فون براوخیچ از قرارگاه لیب، در نهایت نظر هوپنر تأیید و قرار بر یورش نیروهای زرهی از دو مسیر مجزا به سمت لنینگراد شد.
ترفیع درجات:
- ۳ مارس ۱۸۹۷: ستوان دوم
- ۱۳ مه ۱۹۰۵: ستوان یکم
- ۷ مارس ۱۹۱۲: سروان
- ۱۹ مه ۱۹۱۶: سرگرد
- ۱ اکتبر ۱۹۲۰: سرهنگ دوم
- ۱ فوریه ۱۹۲۵: سرهنگ
- ۱ فوریه ۱۹۲۹: سرتیپ
- ۱ دسامبر ۱۹۲۹: سرلشکر
- ۱ آوریل ۱۹۳۴: سپهبد (ژنرال توپخانه)
- ۱ نوامبر ۱۹۳۹: ارتشبد
- ۱۹ ژوئیه ۱۹۴۰: فیلدمارشال

نیروهای لیب با گذر از اراضی مردابی و جنگل‌های متراکم منطقه اوستروف را تصرف و ضدحملات دشمن را دفع کردند. یگان‌های زرهی جلودار او تا روز ۱۷ ژوئیه با فائق آمدن بر مواضع دفاعی دشمن در رود لوگا، تنها ۱۳۰ کیلومتر با لنینگراد فاصله داشتند. این بار فرماندهی عالی دستور به توقف سرنیزه زرهی برای رسیدن پیاده‌نظام ارتش شانزدهم و امنیت‌بخشی به جناح راست آن داد. لیب که این بار پشتیبان حرکت سریع بود، از فرماندهی عالی خواست این فرمان را لغو کند اما به جایی نرسید. این توقف سه هفته‌ای به ارتش سرخ فرصت داد دفاع خود را تقویت کند. در این هنگام نیروهای لیب حدود ۷۰۰ کیلومتر در عمق اراضی شوروی پیش رفته و منطقه بالتیک را پاکسازی کرده بودند. در این موقعیت طول خط تدارکاتی گروه ارتش بسیار طولانی شده بود و در معرض حمله پارتیزان‌های دشمن قرار داشت. با متوجه شدن پیاده‌نظام گروه ارتش به جناحین به دستور فرماندهی عالی، پیشروی برق‌آسای اولیه ۳۰ کیلومتر در روز لیب در ماه اوت به تنها ۱ تا ۲ کیلومتر در روز تقلیل یافت. در این حال دفاع از جناح راست ۳۶۰ کیلومتری گروه ارتش به صورت بسیار دشواری صورت می‌گرفت. در دیدار روز ۲ اوت فیلدمارشال فون براوخیچ، لیب با اشاره به خط مقدم بیش از حد طولانی گروه ارتش شمال، اذعان به نیاز خود به ۳۵ لشکر به جای ۲۶ لشکر کنونی جهت دفاع از آن کرد. او دستور به حضور نزدیک‌تر لشکرهای امنیت مناطق پشت سر به خط مقدم داد. لیب در تلاش بود چهار لشکر پیاده‌نظامی را که از گروه ارتش او به ارتش نهم گروه ارتش مرکز سپرده شده بود، پس بگیرد.
یورش نهایی لیب به سمت لنیگراد از اوایل ماه سپتامبر سال ۱۹۴۱ آغاز شد. شوروی سه ارتش را مقابل و سه ارتش دیگر را در جناح راست او در نواحی استارایا روسا و خولم قرار داد. نیروهای لیب با دفع ضدحملات دشمن پیش رفتند و لشکر ششم زرهی او به حومه لنینگراد رسید. آلمانی‌ها در این موقعیت در فاصله ۱۰ کیلومتری از مرکز شهر بودند. پیاده‌نظام شلیسلبورگ در شرق را در ساحل دریاچه لادوگا تسخیر و لنینگراد را به محاصره انداخت. لیب قصد داشت با حمله مستقیم شهر را تصرف کند که روز ۱۲ سپتامبر فرماندهی عالی دستور به توقف داد. لیب می‌بایست به محاصره لنینگراد بسنده می‌کرد و گروه زرهی ۴ با تقریباً تمامی لشکرهای زرهی آن و سپاه ۸ هوایی را برای نبرد مسکو به گروه ارتش مرکز می‌سپرد. او مثل همیشه، به این تصمیم اعتراض کرد اما طبق معمول این اعتراض برای او فایده‌ای نداشت.
مدت کوتاهی بعد لیب موظف شد با پیشروی ۴۰۰ کیلومتری در شرایط زمستانی، ناحیه تیخوین و ساحل شرقی دریاچه لادوگا را تصرف کند تا تا با اتصال به نیروهای فنلاندی، محاصره لنینگراد تکمیل شود. سپاه ۳۹ موتوریزه او در ابتدا توانست ارتش چهارم شوروی را درهم بکوبد و روز ۸ نوامبر بر تیخوین مسلط شود. با این حال شوروی با انتقال نیروهای ذخیره از سیبری ضدحملات شدیدی اجرا و نیروهای لیب را روز ۱۵ نوامبر وادار به عقب‌نشینی از این نقطه کرد. سپاه ۲۹ موتوریزه هنگام بازگشت به خط اولیه تقریباً خود منهدم شده بود.
ضدحمله زمستانه گسترده اصلی شوروی از میانه ماه دسامبر علیه گروه ارتش شمال آغاز شد. لیب، کاملاً برخلاف فرمان هیتلر مبنی پایداری در همان نقطه به هر قیمتی، خواهان مجوز عقب‌نشینی بود. لیب روز ۱۲ ژانویه سال ۱۹۴۲ درخواست کرد سپاه ۲ را از برآمدگی دمیانسک عقب بکشد تا به محاصره نیفتند. این درخواست بر این مبنا که نیروهای آلمانی در این برآمدگی مقدار بیشتری از نیروهای دشمن را درگیر خود نگاه داشته‌اند، رد شد. بدین ترتیب این سپاه چند روز بعد کاملاً به محاصره افتاد. درحالی‌که از پیش هیچ نشانه‌ای از قصدی برای کنار گذاشتن او وجود نداشت، لیب در اوج سرخوردگی از اتخاذ چنین راهبردهایی توسط فرماندهی عالی، روز ۱۶ ژانویه خود خواهان عزل خود شد. او در زمره افسران ذخیره قرار گرفت و دیگر هیچگاه به خدمت فراخوانده نشد.

## پس از جنگ

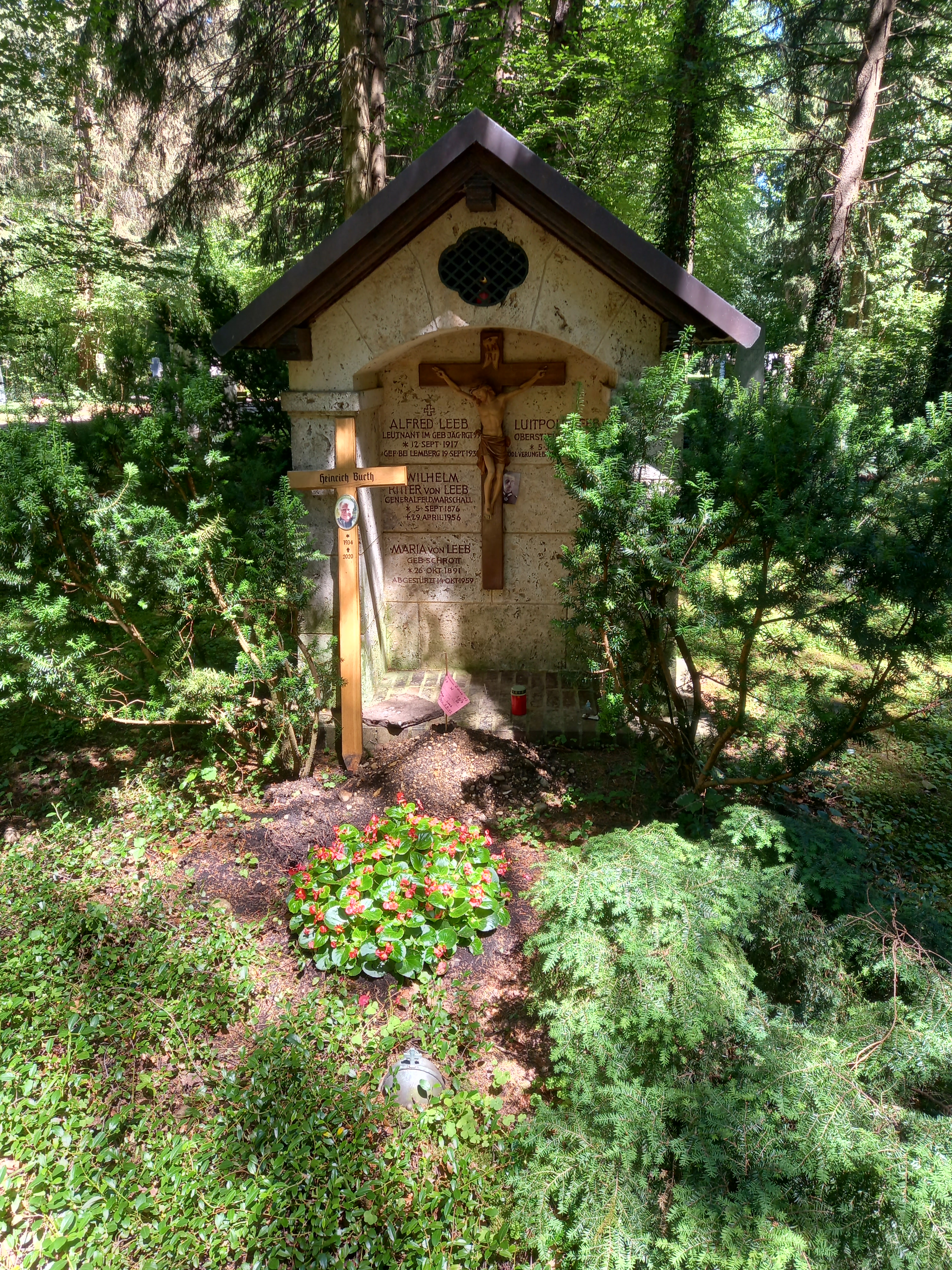
آرامگاه ویلهلم فون لیب

لیب پس از پایان جنگ توسط متفقین غربی دستگیر و ماه اکتبر سال ۱۹۴۸ در دادگاه نورنبرگ، در حالتی از سخت‌گیری نسبت به موارد دیگر، درحالی‌که ۷۲ سال داشت، به سه سال زندان محکوم شد. پس از آزادی به زادگاه خود در بایرن بازگشت. فیلدمارشال ویلهلم ریتر فون لیب در نهایت روز ۲۹ آوریل سال ۱۹۵۶ در ۷۹ سالگی در روستای هوهنشوانگاو درگذشت.